# Arrojadoa eriocaulis
Arrojadoa eriocaulis es una especie de planta suculenta perteneciente al género Arrojadoa, dentro de la familia Cactaceae. Es endémica del sudeste de Brasil. 

## Descripción
Arrojadoa eriocaulis es una especie de cactus pequeño de tipo arbustivo, con tallos delgados y cilíndricos que se ramifican desde la base. Puede alcanzar hasta los 30 cm de longitud y un diámetro de 2 cm. Presenta de 8 a 9 costillas estrechas y redondeadas, de 4 a 5 mm de ancho.
Las areolas son redondas y están cubiertas de lana de color blanco grisáceo, lo que le da un aspecto de tallo lanoso. Tienen 8 espinas centrales y alrededor de 12 espinas marginales, miden de 4 a 8 mm de largo y su color va de marrón amarillento a blanco o casi blanco. Sus raíces son tuberosas.
Las flores son de color rojo rosado y miden hasta 3 cm de largo. Los frutos son pequeños y generalmente de forma globosa. Suelen ser de color rojo o naranja cuando están maduros, y son comestibles, aunque su sabor puede ser un poco ácido.

## Distribución y hábitat
El área de distribución nativa de esta especie es el sudeste de Brasil (norte de Minas Gerais) y crece principalmente en el bioma tropical estacionalmente seco.

## Taxonomía
Arrojadoa eriocaulis fue descrita por los botánicos neerlandeses Albert Frederik Hendrik Buining y A.J. Brederoo y publicado por primera vez en la revista científica Kakteen und andere Sukkulenten 24: 241 en el año 1973.

Etimología
- Arrojadoa: nombre genérico que fue otorgado en honor al brasileño Miguel Arrojado Lisboa, superintendente de los Ferrocarriles de Brasil en la época en que Britton y Rose describieron el género en 1920.
- eriocaulis: epíteto que deriva de las palabras griegas erio (que significa 'lana' o 'pelusa') y caulis (que significa 'tallo'), haciendo referencia al "tallo de aspecto lanoso" tan característico de esta especie.[5]

Sinonimia
- Arrojadoa dinae subsp. eriocaulis N.P.Taylor & Zappi , 1997
- Arrojadoa albicoronata P.J.Braun & Esteves , 2007
- Arrojadoa eriocaulis subsp. albicoronata P.J.Braun & Esteves, 1995
- Arrojadoa eriocaulis var. albicoronata Van Heek, R.J.Paul, Heimen, Hovens & W.Strecker, 1982
- Arrojadoa eriocaulis var. rosenbergeriana Van Heek & W.Strecker, 1993
- Arrojadoa rosenbergeriana P.J.Braun, Esteves & Van Heek, 2007

## Estado de conservación
En la Lista Roja de Especies Amenazadas de la UICN, la especie está clasificada como “En Peligro (EN)”.

## Usos
Se cultiva principalmente como planta ornamental y su propagación se realiza normalmente a través de esquejes o semillas.

## Galería

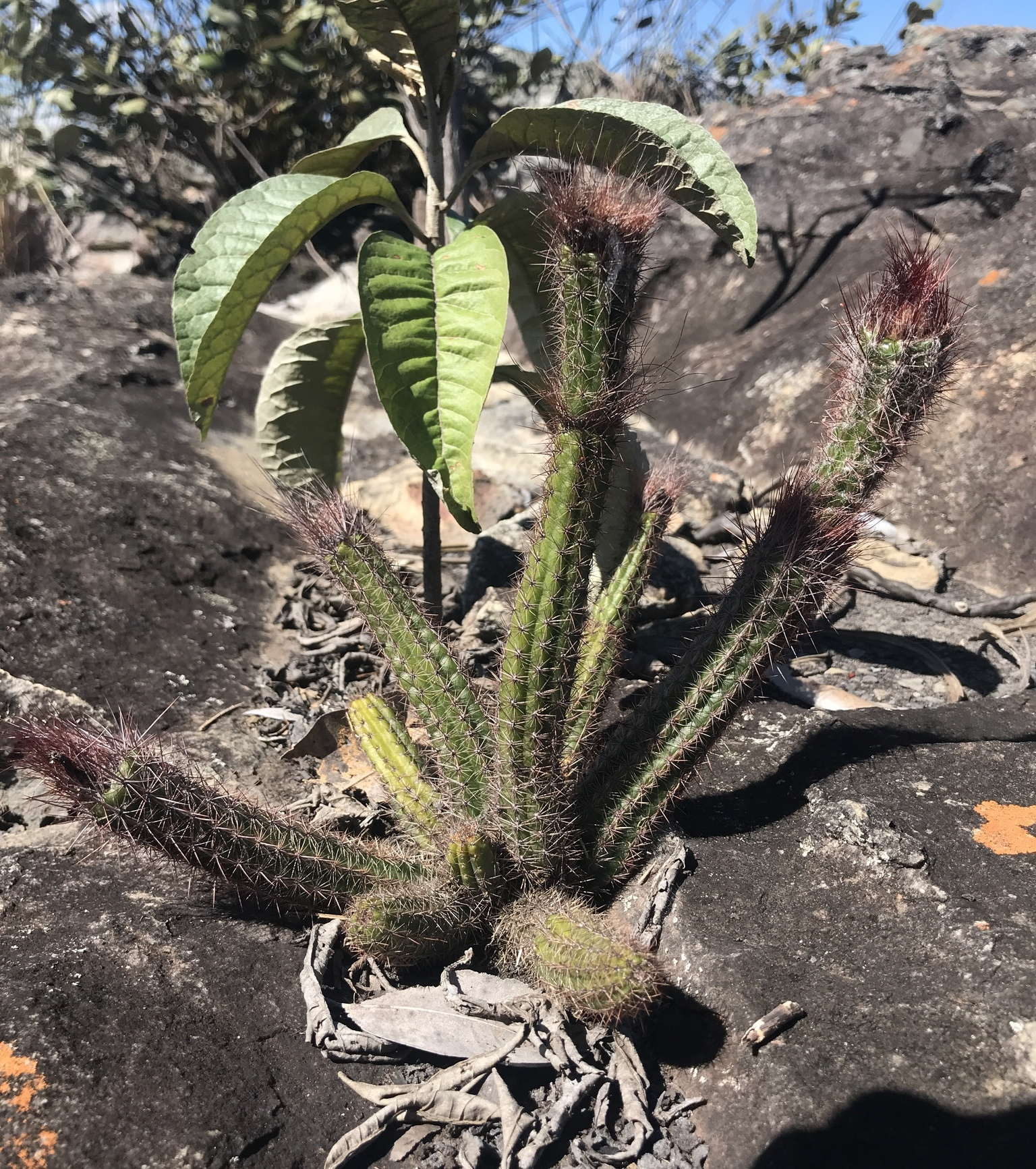
Porte de la planta
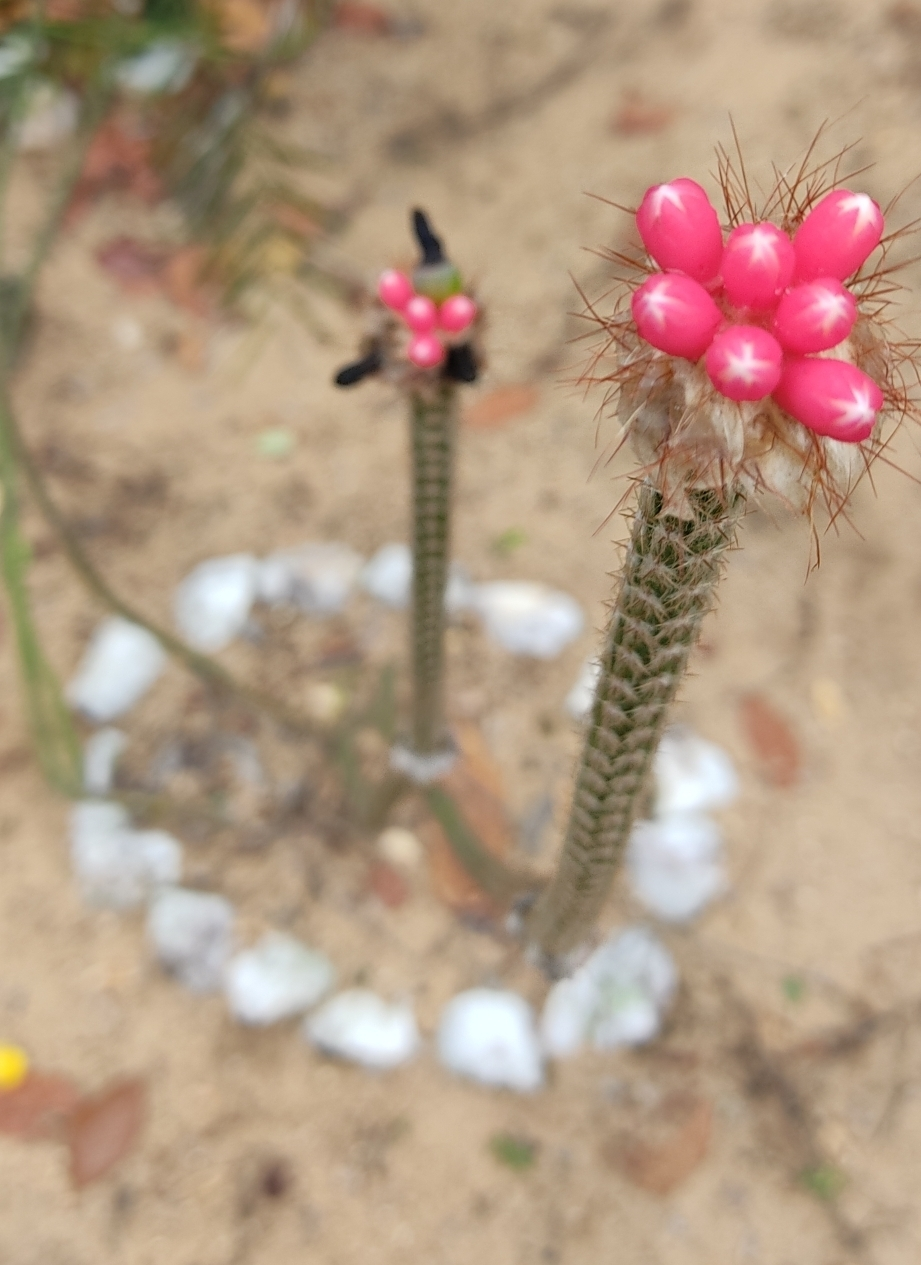
Detalle de los botones florales
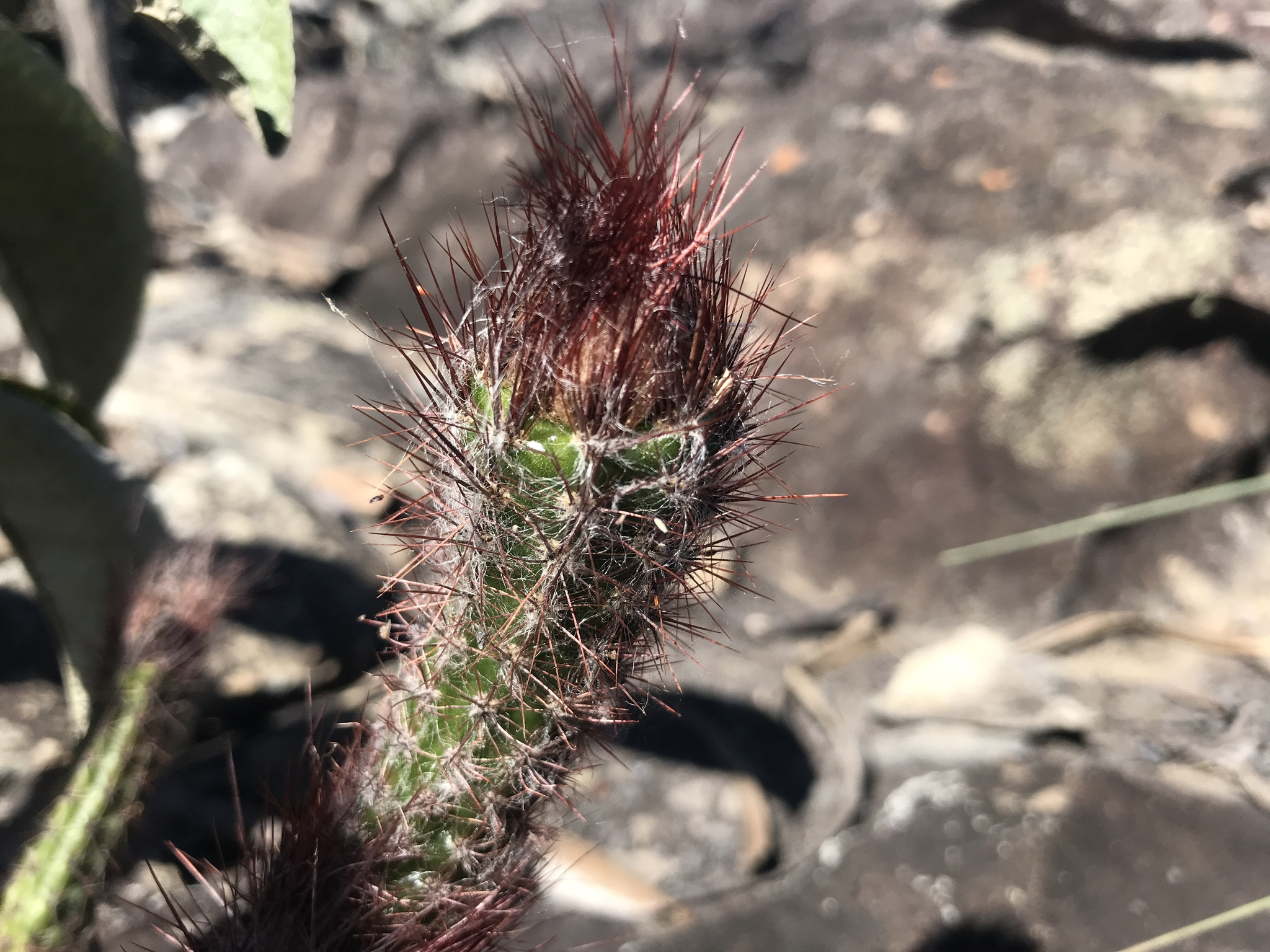
Detalle del cefalio
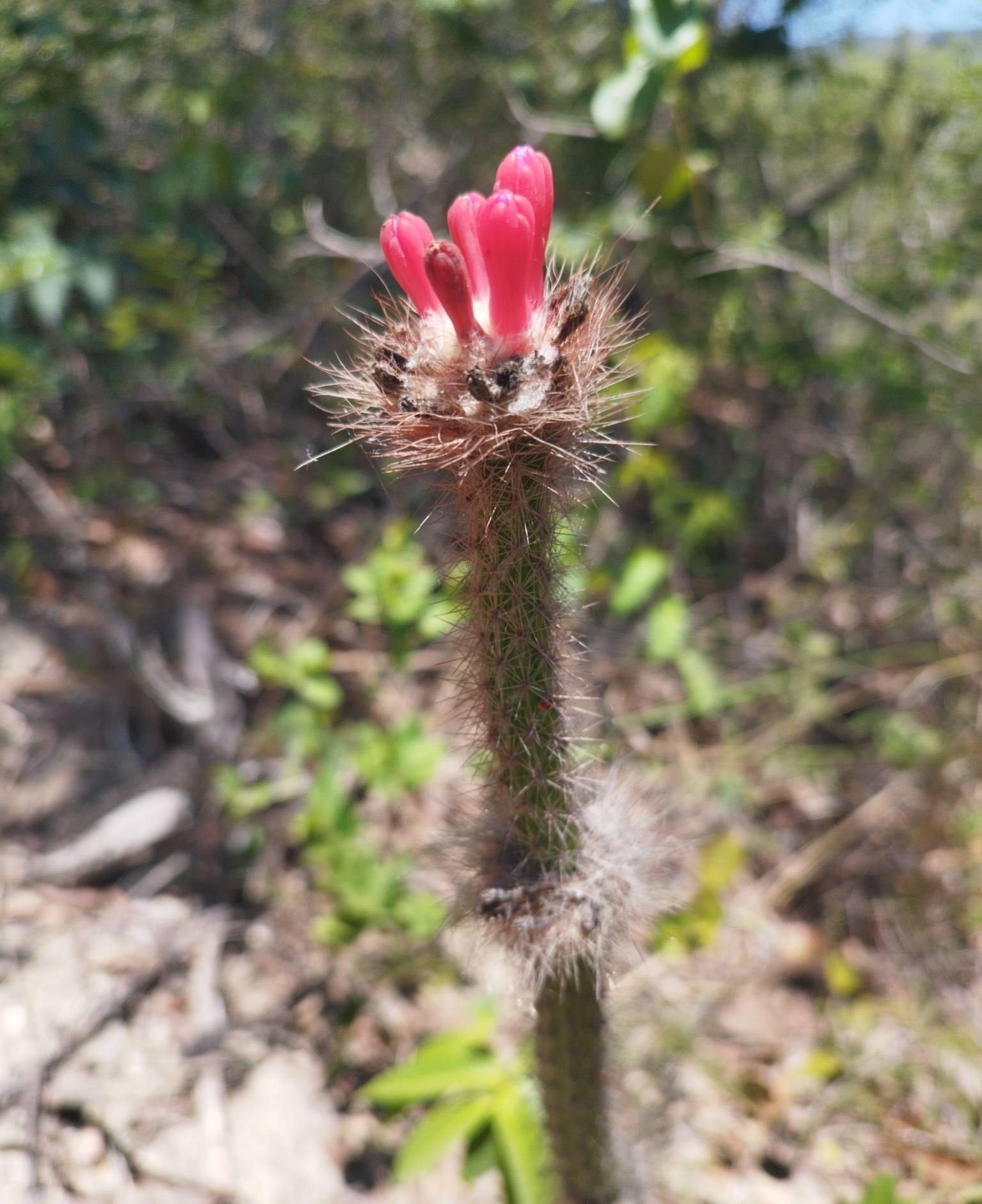
Planta en su hábitat
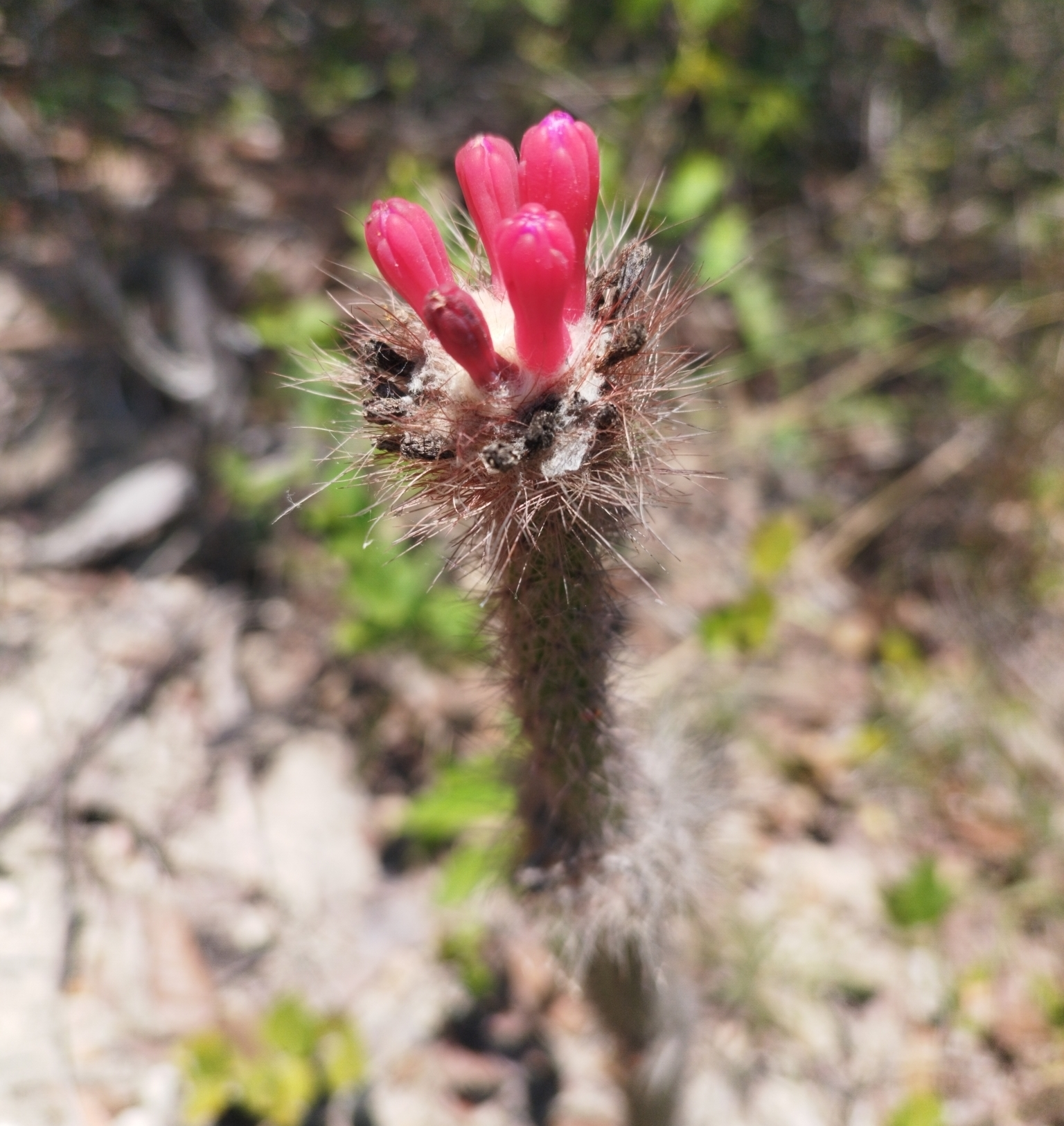
Planta floreciendo